# Perapion connexum
Perapion connexum – gatunek chrząszcza z rodziny pędrusiowatych i plemienia Aplemonini. Zamieszkuje palearktyczną Eurazję. Żeruje na szczawiach.

## Taksonomia
Gatunek ten opisany został po raz pierwszy w 1902 roku przez Friedricha Juliusa Schilskiego.

## Morfologia
Chrząszcz o ciele długości od 2 do 2,3 mm. Ubarwienie ma czarne z nieznacznym połyskiem oleistym. Gęsto mikrosiateczkowany oskórek skąpo porastają bardzo delikatne, drobne, półprzezroczyście białe włoski (łuski włosowate).
Wąska, prawie tak długa jak szeroka, niemal stożkowata głowa ma delikatnie wysklepione oczy, słabo pośrodku wklęśnięte i opatrzone kilkoma częściowo zatartymi rowkami czoło, zwykle niepunktowane, a rzadziej kilkoma drobnymi punktami opatrzone ciemię oraz krótkie, cienkie czułki zwieńczone dużą, od 2,1 do 2¼ raza dłuższą niż szerszą buławką. Grubszy od przedniego uda, prawie walcowaty, poszerzony przy nasadach czułków ryjek jest w nasadowych ⅔ całkiem matowy. U samca ryjek jest od 2,2 do 2,35 raza dłuższy niż szerszy, nieco krótszy od przedplecza, w widoku bocznym niemal prosty i nieco klinowaty, wyraźnie się w odsiebnej połowie zwężający. U samicy długość ryjka wynosi od 1 do 1,15 długości przedplecza; jest on od 2,6 do 2,75 razy dłuższy niż szerszy, w widoku bocznym wyraźnie zakrzywiony i na całej długości tak samo wysoki.
Niewielkie przedplecze jest półtorakrotnie szersze od głowy, nieco szersze niż dłuższe, u nasady od 1,1 do 1,2 raza szersze niż na przednim brzegu, po bokach słabo zaokrąglone. Powierzchnię ma silnie mikrosiateczkowaną i zaopatrzoną w grube punkty. Szerokość dołka przedtarczkowego nie przekracza średnicy pobliskich punktów, zaś jego długość jest od ich średnicy od trzech do czterech razy większa. Szerokość i długość niewielkiej tarczki są jednakowe. Pokrywy są od 3,4 do 3,8 raza dłuższe od przedplecza, od 1,6 do 1,7 raza dłuższe niż szersze, najszersze wyraźnie za środkiem. Płaskie, bardzo słabo punktowane międzyrzędy są dwukrotnie szersze od głębokich rzędów. Po jednej szczecince wyspecjalizowanej wyrasta na międzyrzędzie siódmym i dziewiątym. Chude odnóża mają pozbawione ząbków, ale u nasady zgrubiałe pazurki. U samca brak jest kolca na spodzie pierwszego członu tylnej stopy.
Spośród widocznych sternitów odwłoka pierwszy i drugi są mikrosiateczkowane i równomiernie punktowane, zaś trzeci, czwarty i piąty silnie, łuskowato mikrorzeźbione. Ten ostatni ma tylną krawędź u samca bardzo szeroko, a u samicy wąsko zaokrągloną. Na częściowo odsłoniętym pygidium samca występuje kompletna, bardzo szeroka bruzda poprzeczna. Samica ma dwuipółkrotnie dłuższe niż szersze, pozbawione pośrodkowego pasma zesklerotyzowanego oskórka gonokoksyty oraz nieco wydłużone gonostyliki z krótkimi szczecinkami na szczycie. Genitalia samca cechuje tegmen o fallobazie długości apodemy, krótkiej i pozbawionej szczecinek makroskopowych płytce oraz szeroko i bardzo głęboko wciętym prostegium. Krótki i spłaszczony edeagus ma w endofallusie drobne, mniej lub bardziej równe kolce mikroskopowe (spikule).

## Ekologia i występowanie
Zarówno larwy, jak i postacie dorosłe są monofagicznymi fitofagami żerującymi na szczawiach. Główną rośliną żywicielską jest dla nich Rumex confertus, ale przynajmniej postacie dorosłe podawane są też ze szczawiu kędzierzawego i domowego. Imagines spotykane są od lipca na dojrzałych owocostanach. Endofagiczne larwy przypuszczalnie przechodzą rozwój w kwiatostanach, zawiązkach owoców lub nasionach rośliny pokarmowej.
Gatunek palearktyczny, znany ze wschodniej Polski, południowej i wschodniej Słowacji, Węgier, Mołdawii, Ukrainy, południa i środka europejskiej części Rosji oraz zachodu jej części syberyjskiej, Kazachstanu, Uzbekistanu i Kirgistanu. Doniesienia z Austrii są wątpliwe. W Polsce występowanie tego owada ograniczone jest do południowego odcinka doliny dolnego Bugu, najdalej 18 km na zachód od rzeki.
Areał gatunku powiększa się – jego zachodnia granica przesuwa się dalej na zachód, najprawdopodobniej w ślad za rozprzestrzenianiem się inwazyjnego gatunku szczawiu (R. confertus), który jest dla przedstawicieli tego gatunku główną rośliną żywicielską.